# Манифест девяноста трёх
«Манифест девяноста трёх» — открытое письмо девяноста трёх немецких интеллектуалов в защиту действий Германии в начинающейся Первой мировой войне. Манифест был опубликован 4 октября 1914 года под заголовком «К культурному миру» (нем. An Die Kulturwelt) во всех крупных немецких газетах.

## Предыстория
В начале Первой мировой войны в августе 1914 года немецкая артиллерия сравняла с землей город Лёвен (Бельгия), в качестве наказания за обстрел лёвенцами немецких солдат. Город был подожжён, сгорели университетский городок и богатейшая библиотека, большая часть центра города была полностью разрушена. В странах Антанты судьба Лёвена стала символом «тевтонского варварства».
25 августа 1914 года германские войска захватили Лёвен и уничтожили библиотеку Лёвенского университета. В огне было уничтожено 300 тыс. средневековых книг и рукописей. В городе были убиты 248 жителей, 10 000 человек покинули свои дома и стали беженцами. Около 2000 зданий были разрушены и большое количество сырья, продовольствия и промышленного оборудования было переправлено в Германию. Эти действия германской армии были осуждены мировым сообществом.

## Написание
Текст манифеста был написан драматургом Людвигом Фульдой при участии Германа Зудермана в сентябре 1914 года в условиях так называемого «Августовского переживания». Около недели было потрачено на сбор подписей. Некоторые учёные, не поддавшиеся на националистическую истерию, отказались ставить свою подпись (например, математик Давид Гильберт). В частности, Альберт Эйнштейн вместо этого подписал альтернативный манифест «К европейцам».

## Текст манифеста
В переводе на русский язык:

Мы, представители немецкой науки и искусства, заявляем перед всем культурным миром протест против лжи и клеветы, которыми наши враги стараются загрязнить правое дело Германии в навязанной ей тяжкой борьбе за существование. События опровергли распространяемые слухи о выдуманных немецких поражениях. Тем усерднее сейчас работают над искажениями и выдумками. Против них поднимаем мы наш громкий голос. Да будет он вестником истины.
Неправда, что Германия повинна в этой войне. Её не желал ни народ, ни правительство, ни кайзер. С немецкой стороны было сделано все, что только можно было сделать, чтобы её предотвратить. Мир имеет к тому документальные доказательства. Достаточно часто Вильгельм II за 26 лет своего правления проявлял себя как блюститель всеобщего мира, очень часто это отмечали сами враги наши. Да, этот самый кайзер, которого они теперь осмеливаются представлять каким-то Аттилой, в течение десятилетий подвергался их же насмешкам за своё непоколебимое миролюбие. И только когда давно подстерегавшие на границах враждебные силы с трех сторон накинулись на наш народ, — только тогда встал он, как один.
Неправда, что мы нагло нарушили нейтралитет Бельгии. Доказано, что Франция и Англия сговорились об этом нарушении. Доказано, что Бельгия на это согласилась. Было бы самоуничтожением не предупредить их в этом.
Неправда, что наши солдаты посягнули на жизнь хотя бы одного бельгийского гражданина и его имущество, если это не диктовалось самой крайней необходимостью. Ибо постоянно и беспрерывно, несмотря на всяческие призывы, население обстреливало их из засады, увечило раненых, убивало врачей при выполнении их человеколюбивого долга. Нет подлее лжи, чем замалчивание предательства этих злодеев с тем, чтобы справедливое наказание, ими понесенное, вменить в преступление немцам.
Неправда, что наши войска зверски свирепствовали в Лувене. Против бешеных обывателей, которые коварно нападали на них в квартирах, они с тяжелым сердцем были вынуждены в возмездие применить обстрел части города. Большая часть Лувена уцелела. Знаменитая ратуша стоит цела и невредима. Наши солдаты самоотверженно охраняли её от огня. Каждый немец будет оплакивать все произведения искусства, которые уже разрушены, как и те произведения искусства, которые ещё должны будут быть разрушены. Однако насколько мы не согласны признать чье бы то ни было превосходство над нами в любви к искусству, настолько же мы отказываемся купить сохранение произведения искусства ценой немецкого поражения.
Неправда, что наше военное руководство пренебрегало законами международного права. Ему несвойственна безудержная жестокость. А между тем, на востоке земля наполняется кровью женщин и детей, убиваемых русскими ордами, а на западе пули «дум-дум» разрывают грудь наших воинов. Выступать защитниками европейской цивилизации меньше всего имеют право те, которые объединились с русскими и сербами и дают всему миру позорное зрелище натравливания монголов и негров на белую расу.
Неправда, что война против нашего так называемого милитаризма не есть также война против нашей культуры, как лицемерно утверждают наши враги. Без немецкого милитаризма немецкая культура была бы давным-давно уничтожена в самом зачатке. Германский милитаризм является производным германской культуры, и он родился в стране, которая, как ни одна другая страна в мире, подвергалась в течение столетий разбойничьим набегам. Немецкое войско и немецкий народ едины. Это сознание связывает сегодня 70 миллионов немцев без различия образования, положения и партийности.
Мы не можем вырвать у наших врагов отравленное оружие лжи. Мы можем только взывать ко всему миру, чтобы он снял с нас ложные наветы. Вы, которые нас знаете, которые до сих пор совместно с нами оберегали высочайшие сокровища человечества — к вам взываем мы. Верьте нам! Верьте, что мы будем вести эту борьбу до конца, как культурный народ, которому завещание Гёте, Бетховена, Канта так же свято, как свой очаг и свой надел.
В том порукой наше имя и наша честь!
Оригинальный текст (нем.)Wir als Vertreter deutscher Wissenschaft und Kultur erheben vor der gesamten Kulturwelt Protest gegen die Lügen und Verleumdungen, mit denen unsere Feinde Deutschlands reine Sache in dem ihm aufgezwungenen schweren Daseinskampfe zu beschmutzen trachten. Der eherne Mund der Ereignisse hat die Ausstreuung erdichteter deutscher Niederlagen widerlegt. Um so eifriger arbeitet man jetzt mit Entstellungen und Verdächtigungen. Gegen sie erheben wir laut unsere Stimme. Sie soll die Verkünderin der Wahrheit sein.

Es ist nicht wahr, daß Deutschland diesen Krieg verschuldet hat. Weder das Volk hat ihn gewollt noch die Regierung noch der Kaiser. Von deutscher Seite ist das Äußerste geschehen, ihn abzuwenden. Dafür liegen der Welt die urkundlichen Beweise vor. Oft genug hat Wilhelm II. in den 26 Jahren seiner Regierung sich als Schirmherr des Weltfriedens erwiesen; oft genug haben selbst unsere Gegner dies anerkannt. Ja, dieser nämliche Kaiser, den sie jetzt einen Attila zu nennen wagen, ist jahrzehntelang wegen seiner unerschütterlichen Friedensliebe von ihnen verspottet worden. Erst als eine schon lange an den Grenzen lauernde Übermacht von drei Seiten über unser Volk herfiel, hat es sich erhoben wie ein Mann.
Es ist nicht wahr, daß wir freventlich die Neutralität Belgiens verletzt haben. Nachweislich waren Frankreich und England zu ihrer Verletzung entschlossen. Nachweislich war Belgien damit einverstanden. Selbstvernichtung wäre es gewesen, ihnen nicht zuvorzukommen.
Es ist nicht wahr, daß eines einzigen belgischen Bürgers Leben und Eigentum von unseren Soldaten angetastet worden ist, ohne daß die bitterste Notwehr es gebot. Denn wieder und immer wieder, allen Mahnungen zum Trotz, hat die Bevölkerung sie aus dem Hinterhalt beschossen, Verwundete verstümmelt, Ärzte bei der Ausübung ihres Samariterwerkes ermordet. Man kann nicht niederträchtiger fälschen, als wenn man die Verbrechen dieser Meuchelmörder verschweigt, um die gerechte Strafe, die sie erlitten haben, den Deutschen zum Verbrechen zu machen.
Es ist nicht wahr, daß unsere Truppen brutal gegen Löwen gewütet haben. An einer rasenden Einwohnerschaft, die sie im Quartier heimtückisch überfiel, haben sie durch Beschießung eines Teils der Stadt schweren Herzens Vergeltung üben müssen. Der größte Teil von Löwen ist erhalten geblieben. Das berühmte Rathaus steht gänzlich unversehrt. Mit Selbstaufopferung haben unsere Soldaten es vor den Flammen bewahrt. – Sollten in diesem furchtbaren Kriege Kunstwerke zerstört worden sein oder noch zerstört werden, so würde jeder Deutsche es beklagen. Aber so wenig wir uns in der Liebe zur Kunst von irgend jemand übertreffen lassen, so entschieden lehnen wir es ab, die Erhaltung eines Kunstwerks mit einer deutschen Niederlage zu erkaufen.
Es ist nicht wahr, daß unsere Kriegführung die Gesetze des Völkerrechts mißachtet. Sie kennt keine zuchtlose Grausamkeit. Im Osten aber tränkt das Blut der von russischen Horden hingeschlachteten Frauen und Kinder die Erde, und im Westen zerreißen Dumdumgeschosse unseren Kriegern die Brust. Sich als Verteidiger europäischer Zivilisation zu gebärden, haben die am wenigsten das Recht, die sich mit Russen und Serben verbünden und der Welt das schmachvolle Schauspiel bieten, Mongolen und Neger auf die weiße Rasse zu hetzen.
Es ist nicht wahr, daß der Kampf gegen unseren sogenannten Militarismus kein Kampf gegen unsere Kultur ist, wie unsere Feinde heuchlerisch vorgeben. Ohne den deutschen Militarismus wäre die deutsche Kultur längst vom Erdboden getilgt. Zu ihrem Schutz ist er aus ihr hervorgegangen in einem Lande, das jahrhundertelang von Raubzügen heimgesucht wurde wie kein zweites. Deutsches Heer und deutsches Volk sind eins. Dieses Bewußtsein verbrüdert heute 70 Millionen Deutsche ohne Unterschied der Bildung, des Standes und der Partei.
Wir können die vergifteten Waffen der Lüge unseren Feinden nicht entwinden. Wir können nur in alle Welt hinausrufen, daß sie falsches Zeugnis ablegen wider uns. Euch, die Ihr uns kennt, die Ihr bisher gemeinsam mit uns den höchsten Besitz der Menschheit gehütet habt, Euch rufen wir zu:
Glaubt uns! Glaubt, daß wir diesen Kampf zu Ende kämpfen werden als ein Kulturvolk, dem das Vermächtnis eines Goethe, eines Beethoven, eines Kant ebenso heilig ist wie sein Herd und seine Scholle.

Dafür stehen wir Euch ein mit unserem Namen und mit unserer Ehre!

## Список подписантов
1. Байер, Адольф
2. Беренс, Петер
3. Беринг, Эмиль Адольф фон
4. Боде, Вильгельм фон
5. Брандль, Алоис
6. Брентано, Луйо
7. Бринкман, Юстус
8. Вагнер, Зигфрид
9. Вальдейер, Генрих Вильгельм
10. Вассерман, Август
11. Вайнгартнер, Феликс
12. Виганд, Теодор
13. Виламовиц-Мёллендорф, Ульрих фон
14. Вильштеттер, Рихард Мартин
15. Вин, Вильгельм
16. Виндельбанд, Вильгельм
17. Вундт, Вильгельм
18. Габер, Фриц
19. Гарнак, Адольф фон
20. Гауптман, Герхарт
21. Гауптман, Карл
22. Гебхардт, Эдуард фон
23. Геккель, Эрнст Генрих
24. Гельман, Густав
25. Герман, Вильгельм
26. Гильдебранд, Адольф фон
27. Дейсман, Адольф
28. Де Грот, Иоганн Якобус Мария
29. Демель, Рихард
30. Дефреггер, Франц фон
31. Дёрпфельд, Вильгельм
32. Дун, Фридрих фон
33. Зееберг, Рейнгольд
34. Зудерман, Герман
35. Калькрёйт, Леопольд фон
36. Кампф, Артур
37. Каульбах, Фридрих Август фон
38. Кипп, Теодор
39. Клейн, Феликс
40. Клингер, Макс
41. Кнёпфлер, Адольф
42. Конрад, Иоганнес Эрнст
43. Кох, Антон
44. Лабанд, Пауль
45. Лампрехт, Карл
46. Ленард, Филипп Эдуард Антон фон
47. Ленц, Максимилиан
48. Либерман, Макс
49. Лист, Франц фон
50. Майр, Георг
51. Манце, Карл Людвиг
52. Маусбах, Йозеф
53. Мейер, Эдуард
54. Меркле, Себастьян
55. Морф, Генрих (лингвист)
56. Науман, Фридрих
57. Нейссер, Альберт Людвиг
58. Нернст, Вальтер Герман
59. Ойленберг, Герберт
60. Оствальд, Вильгельм Фридрих
61. Пауль, Бруно
62. Планк, Макс
63. Плен, Альберт
64. Райке, Георг
65. Рейнхардт, Макс
66. Рентген, Вильгельм Конрад
67. Риль, Алоиз
68. Роберт, Карл
69. Рубнер, Макс
70. Тома, Ханс
71. Трюбнер, Вильгельм
72. Финке, Генрих
73. Фишер, Герман Эмиль
74. Фольмёллер, Карл Густав
75. Фосс, Рихард
76. Фосслер, Карл
77. Фульда, Людвиг
78. Фёрстер, Вильгельм Юлиус*
79. Хальбе, Макс
80. Хойслер, Андреас
81. Хофман, Людвиг (архитектор)
82. Хумпердинк, Энгельберт
83. Шапер, Фриц
84. Шлаттер, Адольф
85. Шмидлин, Август
86. Шмоллер, Густав фон
87. Шпан, Мартин
88. Штук, Франц фон
89. Эйкен, Рудольф Кристоф
90. Энглер, Карл Освальд Виктор
91. Эрлих, Пауль
92. Эрхард, Альберт
93. Эссер, Герхард

* Подпись В. Ю. Фёрстера была поставлена под «Манифестом» без его согласия. Он стал одним из четырёх (остальные — А. Эйнштейн и О. Бук), подписавших составленное Г. Ф. Николаи в том же месяце в ответ на «Манифест» антивоенное «Воззвание к европейцам».

## После манифеста
Последующие события вынудили многих подписантов пересмотреть своё изначальное отношение к манифесту. Так, Макс Планк ещё в 1916 году написал открытое письмо, в котором заявил, что больше не может безоговорочно поддерживать действия немецких войск. В 1920 году немецкий пацифист Ганс Веберг провёл письменный опрос среди 75 оставшихся в живых к этому моменту подписантов манифеста. 58 опрошенных ответили Вебергу, 42 из них в той или иной степени выразили своё сожаление об этом документе.
После окончания войны воспоминание о «манифесте девяноста трёх» стало препятствием во взаимодействии между немецкими учёными и их коллегами из других стран. В 1919 году шведский химик Аррениус предложил Эмилю Фишеру, признавшему манифест ошибкой, убедить отречься от манифеста других подписантов. Эмиль Фишер обсудил этот вопрос с Габером, Нернстом, Планком и Вальдейером; несмотря на свою готовность признать подписание ошибкой, они отказались от предложения Аррениуса, мотивируя это крайней жестокостью условий навязанного Германии мирного договора.